# HGC (hockeyclub)
HOC Gazellen Combinatie, kortweg HGC (opgericht 22 september 1906), is een hockeyclub uit Wassenaar. De vereniging telde in 2004 912 leden en bijna 10 jaar later is dat aantal gegroeid naar ruim 1200 (vooral jeugd)leden. Daarmee behoort HGC bij de jeugd tot de grotere hockeyclubs in de regio Den Haag. De seniorenafdeling telt seizoen "19/"20 negen teams, waaronder vier damesteams.

## Geschiedenis
De club is ontstaan uit een fusie van Gazellen en HOC. Dat laatste was een afkorting van Haagsche Hockey Vereeniging-ODIS Combinatie, waarbij ODIS stond voor Ons Doel Is Scoren. Die clubs gaan weer verder terug in de geschiedenis, tot 1902, de oprichtingsdatum van PIOD (Pretmaken Is Ons Doel). Maar daar zijn geen officiële stukken van bewaard gebleven. Op 22 september 1906 gaan de Haagsche Mixed Hockeyclub en PIOD samen in de Haagsche Hockey Vereeniging. Die datum wordt dan ook gezien als de formele oprichtingsdatum van wat nu HGC is. De naam HGC is dus een afkorting in een afkorting in een afkorting. De club heeft op 22 september 2006 het 100-jarig bestaan gevierd. Hieronder bevindt zich een overzicht ter verduidelijking van dit verhaal.

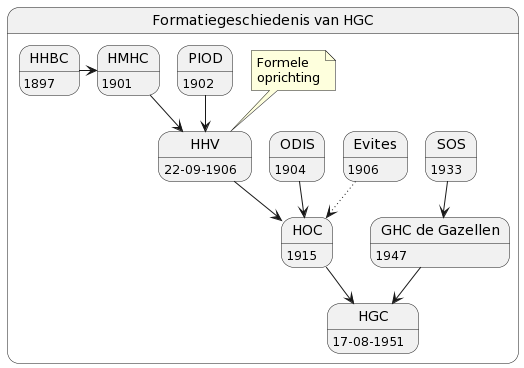
HGC Geschiedenis

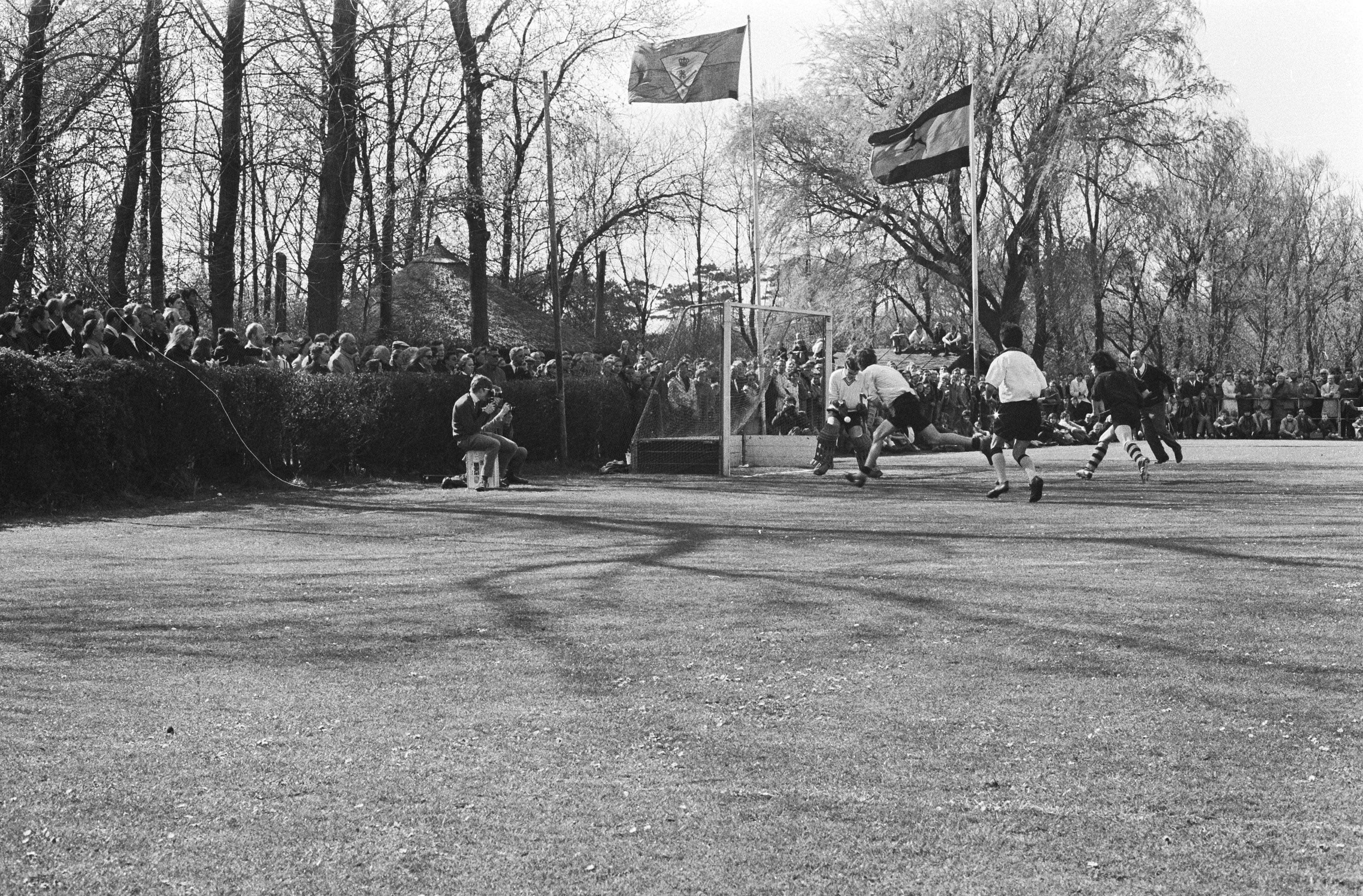
Wedstrijd om het kampioenschap van Nederland, HGC - HTCC (2 mei 1971)

Zowel het eerste mannen- als het eerste vrouwenteam van HGC speelden jarenlang in de hoogste afdeling van de Nederlandse hockeycompetitie, de hoofdklasse, totdat de vrouwen degradeerden in het seizoen 2005. De grootste successen behaalde HGC met name in de jaren 90, met vele landstitels en Europacups. De laatste titel bij de mannen dateert van 1996, toen de ploeg onder leiding van coach Maurits Hendriks in de finale van de play-offs (best-of-three) won van HC Bloemendaal. De vrouwen waren een jaar later voor het laatst kampioen van Nederland.
HGC is gevestigd naast country club H.C.C. Groen-Geel op Sportcomplex De Roggewoning aan de Buurtweg in Wassenaar, en telt één water- en twee zandingestrooide kunstgrasvelden. Kunstgras deed bij HGC in 1979 zijn intrede. Het HGC-clubblad heette Het Gewei. Sinds 2005 fungeert de website www.hgc.nl als het digitale magazine van en voor HGC.

## (Oud-)internationals van HGC
| - Giselle Ansley - Carina Benninga - Roderik Bouwman - Ronald Brouwer - Phil Burrows - Dirkie Chamberlain - Jorrit Croon - Marc Delissen - Robbert Delissen - Marieke van Doorn - Willemijn Duyster - Simon Egerton - John Elfers - Maria Fikkers - Annemieke Fokke - Eva de Goede - Margot van Geffen | - Job van der Have - Noor Holsboer - Yvon (Pietje) Hoogeweegen - Goof van der Kamp - Danielle Koenen - Femke Kooijman - Nicole Koolen - Eveline Kuik - Wouter Leefers - Caroline Leenders - Lisanne Lejeune - Sandra Le Poole - Floris van der Linden - Bram Lomans - Dirk Loots - Bart Looije | - Aletta van Manen - Shea McAleese - Tycho van Meer - Fatima Moreira de Melo - Cécile Pieper - Suzanne Plesman - Bastiaan Poortenaar - Wietske de Ruiter - Florentine Steenberghe - Stephan Veen - Sam van der Ven - Ellis Verbakel - Cécile Vinke - Guus Vogels - Gijs Weterings - Laurien Willemse |

## Palmares
- Landskampioen:
  - Heren: 1990, 1996
  - Dames: 1982, 1985, 1986, 1988, 1990, 1993, 1996, 1997
- KNHB beker:
  - Dames: 1996
- EuroHockey Club Winners Cup:
  - Heren: 1997
  - Dames: 1983, 1984, 1985, 1986, 1987, 1991, 1994
- EuroHockey Cup Winners Cup:
  - Heren: 1992, 1993
  - Dames: 1993
- Euro Hockey League
  - Heren: 2011
- Landskampioen zaalhockey
  - Heren: 1986, 1993, 1996, 1998
  - Dames: 1982, 1984, 1986, 1987, 2003, 2004

### Resultaten Heren 1 en Dames 1
| 3 |

| 5 |

| 7 |

| 5 |

| 2 |

| 2 |

| 3 |

| 1 B |

| 6 |

| 4 |

| 4 |

| 4 |

| 6 |

| 2 |

| 2 |

| 3 |

| 1 |

| 2 |

| 3 |

| 2 |

| 3 |

| 6 |

| 2 |

| 3 |

| 2 |

| 4 |

| 4 |

| 3 |

| 4 |

| 4 |

| 8 |

| 6 |

| 10 |

| 2 |

| 7 |

| 7 |

| 2 |

| 9 |

| 7 |

| 9 |

| 6 |

| 6 |

| 4 |

| 7 |

| 7 |

| 3 |

| Hoofdklasse |

| Hoofdklasse |

| 3 |

| 5 |

| 7 |

| 5 |

| 2 |

| 2 |

| 3 |

| 1 B |

| 6 |

| 4 |

| 4 |

| 4 |

| 6 |

| 2 |

| 2 |

| 3 |

| 1 |

| 2 |

| 3 |

| 2 |

| 3 |

| 6 |

| 2 |

| 3 |

| 2 |

| 4 |

| 4 |

| 3 |

| 4 |

| 4 |

| 8 |

| 6 |

| 10 |

| 2 |

| 7 |

| 7 |

| 2 |

| 9 |

| 7 |

| 9 |

| 6 |

| 6 |

| 4 |

| 7 |

| 7 |

| 3 |

| Hoofdklasse |

| Hoofdklasse |

| 1 |

| 2 |

| 3 |

| 1 |

| 1 |

| 2 |

| 1 |

| 2 |

| 1 |

| 2 |

| 2 |

| 1 |

| 4 |

| 1 |

| 1 |

| 3 |

| 3 |

| 5 |

| 6 |

| 6 |

| 3 |

| 7 |

| 8 |

| 12 |

| 2 A |

| 2 A |

| 1 A |

| 10 |

| 10 |

| 12 |

| 6 P |

| 6 P |

| Overgangsklasse |

| Hoofdklasse |

| Overgangsklasse |

| Hoofdklasse |

| 1 |

| 2 |

| 3 |

| 1 |

| 1 |

| 2 |

| 1 |

| 2 |

| 1 |

| 2 |

| 2 |

| 1 |

| 4 |

| 1 |

| 1 |

| 3 |

| 3 |

| 5 |

| 6 |

| 6 |

| 3 |

| 7 |

| 8 |

| 12 |

| 2 A |

| 2 A |

| 1 A |

| 10 |

| 10 |

| 12 |

| 6 P |

| 6 P |

| Overgangsklasse |

| Hoofdklasse |

| Overgangsklasse |

| Hoofdklasse |